# Sean Charmatz
Sean Charmatz est un scénariste, artiste et directeur de storyboards américain.

## Filmographie
Scénarios
- depuis 2008 : Bob l'éponge (TV)

Storyboards
- 2005 : Chadébloc (TV)
- 2006-2007 : Bob l'éponge (TV)
- 2008 : Super Bizz (TV)

Diverses équipes
- 2005 : Danny Fantôme (TV) : artiste nettoyeur
- 2005 : Chadébloc (TV) : dessin des personnages additionnels